# Alícia en terra de meravelles

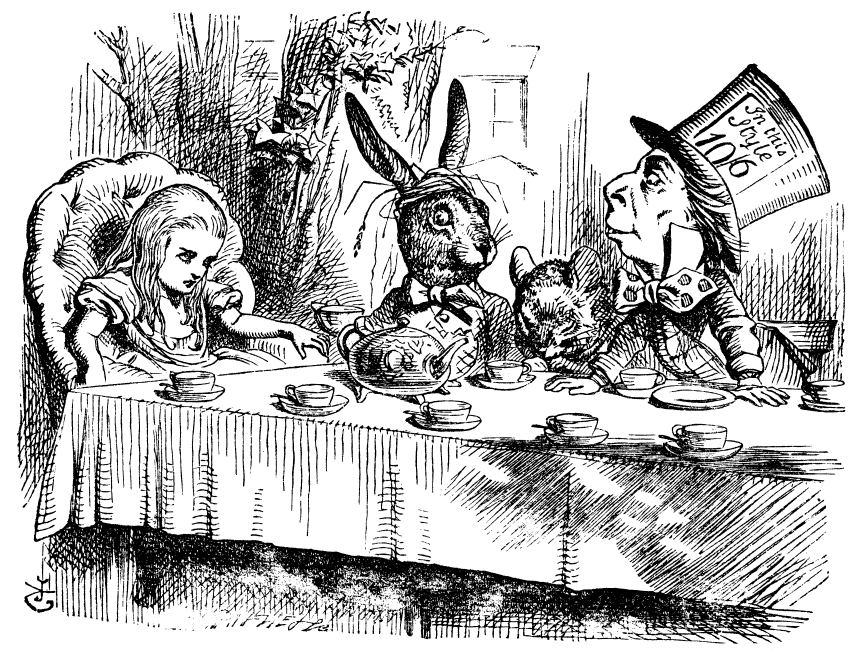
Il·lustració de John Tenniel d'«Alícia en terra de meravelles» (1865)

|  | Per a altres significats, vegeu «Alícia en terra de meravelles (desambiguació)». |

Alícia en terra de meravelles o Alícia al país de les meravelles (en anglès original: Alice's Adventures in Wonderland), és una obra de literatura fantàstica creada pel matemàtic, sacerdot anglicà i escriptor britànic Charles Lutwidge Dodgson, més conegut amb el pseudònim de Lewis Carroll. El conte explica la història d'una noia anomenada Alícia que cau per un forat i es troba en un món de fantasia poblat per criatures peculiars i antropomorfes.
L'obra és plena d'al·lusions satíriques als amics de Dodgson, l'educació anglesa i temes polítics de l'època. La terra de les meravelles juga amb la lògica d'una manera tan especial que l'obra ha arribat a tenir molta popularitat tant entre els xiquets com entre els adults. El llibre és considerat un dels exemples més característics de la literatura de l'absurd i la seva estructura narrativa ha estat enormement influent, principalment en el gènere fantàstic.
En aquesta obra apareixen alguns dels personatges més famosos de Carroll, com el Conill Blanc, el Barreter, el Gat de Cheshire o la Reina de Cors, els quals han pres prou importància per a ser reconeguts fora del món d'Alícia.

## Gestació del llibre

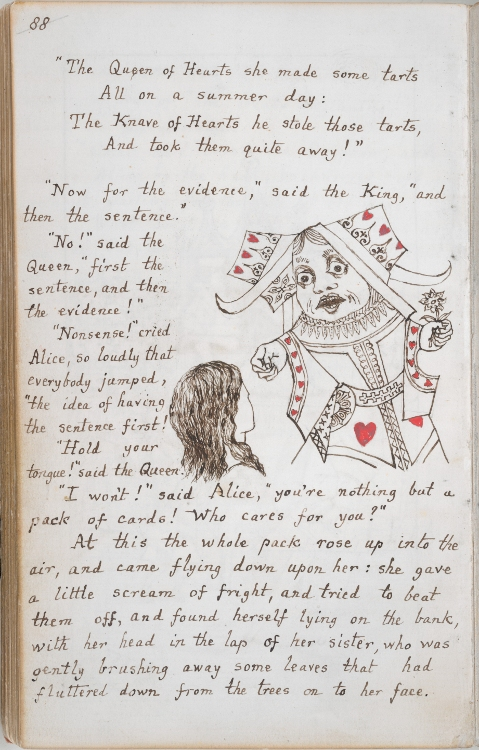
Pàgina del manuscrit original "Les aventures d'Alícia sota terra" de 1864

La història que es relata al llibre va tenir tres fases. La primera i més important va començar de manera casual, durant un passeig en vaixell pel riu Tàmesi el 4 de juliol del 1862. En la passejada, Lewis Carroll estava acompanyat pel reverend Robinson Duckworth i per les tres germanes Liddell: Lorina Charlotte, Alice i Edith, de tretze, deu i vuit anys respectivament. El viatge pel riu havia començat al Pont Folly, prop d'Oxford, Anglaterra, i recorreria vuit quilòmetres, fins a Godstow, abans de tornar a Christ Church, a Oxford. Segons el diari de Dodgson i els testimonis que Alice Liddell va donar anys després; la calor estiuenca era tan intensa que va obligar el grup a refugiar-se a la vora del riu, a l'ombra d'uns pallers. Per a passar el temps, Dodgson va contar a les xiquetes una sèrie d'històries disbaratades, que va anomenar "Les aventures subterrànies d'Alícia". Segons els relats del mateix Dodgson, d'Alice Liddell i de Duckworth, l'autor va improvisar la narració, que va entusiasmar les xiquetes, especialment l'Alice.
La segona fase va començar quan Dodgson va decidir de recrear aquells relats i escriure una història a partir d'aquests. Aquesta decisió va ser presa després de la insistència de les xiquetes, que havien estat entusiasmades per la història. Segons una lletra enviada a Duckworth, va passar la nit en blanc, dedicat a recordar l'extravagant història que havia relatat a les xiquetes en el riu. Tanmateix, Dodgson no va començar l'escriptura immediatament. Segons una entrada del seu diari, va ser quatre mesos després, el 13 de novembre del mateix any, quan Charles Dodgson va començar a escriure el manuscrit de Les aventures subterrànies d'Alícia. Dodgson va finir d'escriure'l al febrer del 1863, i de seguida va procedir a fer-ne les il·lustracions, que va enllestir el setembre del 1864. Com a detall final, l'autor hi va incloure un retrat ovalat d'Alice Liddell a la darrera plana. Alice Liddell va rebre el manuscrit acabat i il·lustrat per l'autor, al novembre d'aquell any.

### Publicació
La fase final va consistir en el desenvolupament posterior del manuscrit fins a la versió definitiva. Segons el diari de Dodgson, a l'entrada del 9 de maig del 1863, George MacDonald i la seua esposa li van manifestar el seu desig de veure publicat el manuscrit. A Dodgson li va agradar la idea i va començar a reescriure el manuscrit per a la seva publicació. Dodgson va afegir dos capítols, i a més en va allargar dos més.
Les il·lustracions del manuscrit original estaven fetes a mà i amb ploma. Aquesta vegada, l'autor va tractar de fer un treball més refinat, temptant de fer els dibuixos en fusta. Després d'algunes temptatives, va concloure que aquest mètode l'ocuparia més temps que no podia dedicar a la tasca, per la qual cosa va decidir de cercar un il·lustrador professional. Dodgson procurava d'obtenir figures de silueta clara, i pensava que l'il·lustrador anglès John Tenniel era el més adequat per a la feina. En una carta dirigida al dramaturg Tom Taylor, datada el 20 de desembre del 1863, Dodgson li sol·licita la seua intercessió per a posar-se en contacte amb Tenniel i convéncer-lo d'il·lustrar l'obra.
Un mes després Dodgson i Tenniel van entrar en contacte, i a l'abril del 1864 aquest darrzr va acceptar de fer trenta-quatre il·lustracions, que en serien finalment quaranta-dos, l'octubre d'aquell any. Dodgson li va lliurar una fotografia de la xiqueta Mary Hilton Badcock perquè l'utilitzés com a model per a Alícia. No se sap si Tenniel va acceptar la proposta. D'una banda, pel que es pot veure en les il·lustracions, sembla que sí, ja que l'Alícia que Tenniel va dibuixar s'assembla força a Badcock. Tanmateix, una entrada en el diari de Dodgson dona a entendre que Tenniel havia rebutjat d'utilitzar una model i va crear la imatge del personatge des de zero.
Mentre Tenniel feia les il·lustracions, Dodgson va pensar que el títol original sonava massa escolar, com si es tractés d'un text sobre minerals; per això es va dedicar a pensar altres noms per a l'obra. Al juny del 1864 va consultar novament Taylor mitjançant una carta. En aquesta li suggereix diversos títols, i li demana ajuda per a triar-ne un. Els títols que Dodgson va concebre eren L'hora daurada d'Alícia, Alícia entre els elfs, Alícia entre els follets i combinacions de "L'hora d'Alícia...", "Accions d'Alícia...", "Les aventures d'Alícia..." amb "...en terra d'elfs" o també "...en terra de meravelles".
En la mateixa carta, l'autor expressa la seua preferència per usar el títol "Les aventures d'Alícia en Terra de Meravelles", títol que va ser finalment adoptat. John Tenniel va lliurar les il·lustracions acabades al maig del 1865 i el llibre va ser publicat el 24 de maig d'aquell any per Macmillan and Co., amb una tirada de dos mil exemplars. Dodgson va sol·licitar que li foren reservats cinquanta exemplars per a ell. Tanmateix, a Tenniel no li va agradar el resultat de les impressions, i per aquest motiu el llibre no va ser venut a Anglaterra. En comptes d'això, els exemplars van ser venuts a l'editor novaiorquès Appleton, qui va canviar la portada i va publicar la primera edició nord-americana.
A Anglaterra, Macmillan va preparar una nova edició que va aparéixer a la tardor del 1865, si bé amb la data "1866" impresa. Dels nous dos mil exemplars, Dodgson va sol·licitar que un d'aquells rebés enquadernació especial, en vitel·la blanca, per a oferir-lo a Alice Liddell. El llibre va obtenir una gran popularitat en poc de temps; les traduccions a l'alemany i al francés van ser publicades al febrer i l'agost del 1869, respectivament.

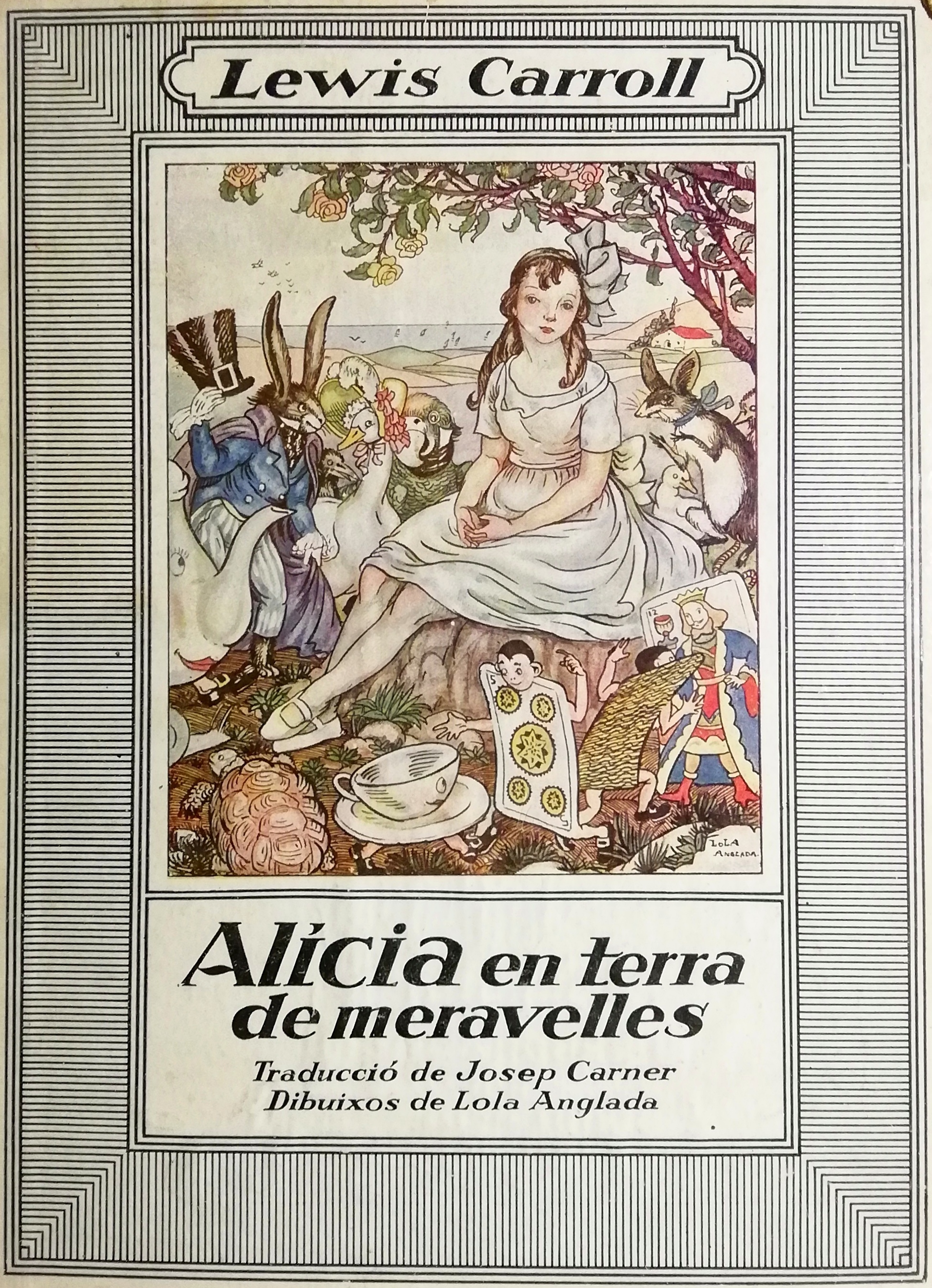
Alícia en terra de meravelles de Lewis Carroll en la versió catalana de 1927 publicada a Barcelona amb dibuixos de Lola Anglada i traducció de Josep Carner

Anys després, el 1890, Dodgson va publicar una nova versió d'Alícia, anomenada "Alícia per als menuts" ("The nursery Alice"), orientada als xiquets menors de cinc anys.

## Argument
Abans de començar la novel·la, Lewis Carroll va incloure un poema que fa referència a la gestació de l'obra. En les set estrofes del poema, Carroll recorda el passeig en bot i com les tres germanes Liddell, anomenades en el poema Prima, Secunda i Tertia, van insistir repetidament a escoltar una història. L'estrofa final és una clara dedicatòria a Alice Liddell.

### Capítol I: El descens pel cau
La història comença amb la imatge d'una nena xiqueta anomenada Alícia, asseguda en un banc a l'aire lliure, avorrida al costat de la seva germana gran. La germana llegeix un llibre "sense il·lustracions ni diàlegs", la qual cosa fa que l'Alícia divague pel tedi.
De sobte apareix pel seu costat un conill blanc vestit amb jaqueta i jupetí que corre murmurant que aplega tard, mirant el seu rellotge de butxaca. L'Alícia s'interessa per ell i decideix seguir-lo i fins i tot entrar al seu cau. El cau resulta ser un túnel horitzontal més profund que el que era d'esperar, el qual, de sobte, es converteix en un pou vertical sense cap aferrall, per on l'Alícia cau durant molt de temps recordant el seu gat i coses que aprén a l'escola i preguntant-se si algun dia arribarà a terra. En el trajecte, l'Alícia es pregunta si el túnel la farà arribar a les "antipàtiques", confonent el terme amb els antípodas.
Quan acaba la seua caiguda i sense haver-se fet mal, l'Alícia entra en un món d'absurds i paradoxes lògiques. El conill ha desaparegut i l'Alícia troba una petita ampolla, la primera de les diverses que ha de trobar en la seva aventura, que només diu «BEU-ME», la qual cosa fa l'Alícia atreta per la curiositat. La poció fa encongir-se l'Alícia fins que la fa tenir vint-i-cinc centímetres d'alçada.
A continuació l'Alícia intenta obrir una petita porta per a continuar explorant el món nou. A través de la porta es veu un atractiu jardí, però la clau que obri la porta està sobre una taula on l'Alícia no pot arribar a causa de la seva nova alçada. L'Alícia intenta llavors recuperar la seua alçada original, menjant un pastís que troba amb el rètol «MENJA'M».

### Capítol II: En una mar de llàgrimes
El pastís té l'efecte esperat i l'Alícia creix més de dos metres. Amb la seva nova alçada la xiqueta aconsegueix agafar la clau, però com que no para de créixer xoca contra el sostre i queda impossibilitada d'accedir a la petita porta. L'Alícia comença llavors a plorar, omplint l'habitació amb un toll de llàgrimes de deu centímetres de profunditat. Aleshores, el Conill Blanc passa de nou enfront de l'Alícia, apressat. Sense voler, el conill deixa caure un ventall, que l'Alícia utilitza per a refrescar-se. El ventall resulta màgic, ja que aconsegueix que l'Alícia comence a encongir-se de nou, fins que llança lluny el ventall per a aturar el procés.
El toll de llàgrimes és ara una mar on l'Alícia es veu forçada a nedar per a no ofegar-se. Pel seu costat passa nedant un ratolí i l'Alícia intenta entaular una conversa amb ell. El Ratolí s'ofereix a guiar-la fins a la riba. Pel camí, l'Alícia veu que hi ha altres animals que també estan nedant i tractant d'eixir de la mar de llàgrimes. Entre els animals, l'Alícia hi distingeix un ànec, un dodo, un esparver i un lloro.

### Capítol III: Una carrera en comité i un conte llarg i amb cua
En aquest capítol, l'Alícia i els animals aconsegueixen arribar a terra ferma. El dodo organitza una carrera per a eixugar-se. La carrera no té regles ni durada definida, tret de córrer en cercles, la qual cosa fan tots fins que queden eixuts. El dodo també decideix declarar guanyadors de la carrera tots els participants i decideix que l'Alícia és qui atorgarà els premis. Davant l'assetjament general, l'Alícia furga en les seves butxaques i troba alguns confits, que reparteix entre tots. Com que la nena xiqueta, l'Alícia, també va ser guanyadora de la carrera, però no va rebre confit, el seu premi és un didal que ella mateixa tenia en la butxaca i que dona al dodo perquè, simbòlicament, aquest lliure el premi.
El capítol s'acaba amb el relat del ratolí, on explica la raó del seu odi envers els gats i els gossos. De manera imprudent, l'Alícia menciona la seua gata Dina i la seua habilitat per a caçar ratolins, aconseguint així fastiguejar tots els animals, que es retiren fins que deixen l'Alícia tota sola de bell nou. El nom del capítol és un joc de paraules en anglés. En aquest idioma, el ratolí conta un "conte", o tale, i l'Alícia es confon amb la paraula tail, la pronunciació de la qual és gairebé igual i significa 'cua'.

### Capítol IV: L'habitació del Conill Blanc
En aquest capítol, després d'haver-se quedat novament tota sola, l'Alícia veu passar de nou el Conill Blanc. L'animal està buscant el seu ventall desesperadament, i quan veu l'Alícia la confon amb la seva criada Mary Ann i li exigeix que vagi a buscar el ventall a casa seva. l'Alícia obeeix, fingint que és Mary Ann, per a no haver d'entrar en discussions; i arriba a una casa on a la porta diu "W. CONILL". Quan l'Alícia entra, puja a una habitació on troba el ventall i una altra ampolla amb líquid. Malgrat que l'ampolla no tenia cap rètol, aquesta vegada l'Alícia beu per curiositat, ja que totes les begudes d'aquell món li havien provocat efectes sorprenents. Aquesta, doncs, no és cap excepció i la mida d'Alícia augmenta fins a fer-la quedar obstruïda dins l'habitació. Quan el Conill Blanc arriba a reclamar el seu ventall només veu un enorme braç que surt de la finestra en el pis superior de la seva casa. El conill, aleshores, corre a demanar ajuda, ignorant que el braç pertany a una xiqueta gegant; i la multitud que es reuneix fora comença a proposar diverses solucions per a retirar el braç, arribant a proposar incendiar la casa. El capítol s'acaba quan la multitud comença a tirar panets màgics per la finestra. L'Alícia en menja alguns i disminueix la seva mida fins que pot eixir i sortir de la casa del Conill Blanc. L'Alícia fuig de la multitud i es perd en un bosc proper, on s'atura enfront d'un bolet gegant.

### Capítol V: El consell d'una eruga
Damunt del bolet gegant l'Alícia troba, asseguda, una eruga blava, fumant un narguil. L'Eruga, de manera prepotent, interroga la xiqueta sobre la seua identitat. Aquesta pot respondre d'una manera senzilla, ja que considerava que després d'haver canviat de mida diverses vegades la seua pròpia identitat s'havia perdut i en aquell moment ella mateixa ja no sabia qui era. Ambdós personatges discuteixen llavors fins a tornar al punt d'inici més d'una vegada. Finalment, l'Alícia expressa la seua inconformitat amb la seua mida actual de set centímetres, la que la considera un nyap. Com que aquesta és la mida de l'eruga, l'animal es retira ofés, no sense abans indicar a Alícia que el bolet també pot afectar la seua mida, per a disminuir-la si menjava d'un costat del bolet o per a augmentar-la si en menjava de l'altre. Com que l'Alícia no pot saber quin costat és quin, talla dos bocins dels extrems oposats. Quan els tasta, els bocins produeixen l'efecte esperat: l'un fa que l'Alícia s'encongisca, mentre que l'altre estira la seua figura, desproporcionant-la. L'Alícia ha de menjar diverses vegades de cadascun dels bocins fins a aconseguir una alçada satisfactòria. Finalment, l'Alícia veu una caseta d'un metre i vint d'alçària, a la qual decideix trucar, per la qual cosa ajusta la seua mida a vint-i-cinc centímetres.

### Capítol VI: Porc i pebre
Abans que l'Alícia es decidisca a aproximar-se a la caseta, sorgeix del bosc qui pareixia ser un lacai, però amb el cap de peix. El lacai truca a la porta i apareix un segon lacai, amb el cap de granota. L'Alícia sent que el Lacai Peix porta una invitació per a la Duquessa, l'ama de la casa, de part de la Reina de Cors, per a jugar al croquet. Tot seguit, el Lacai Peix se'n va i el Lacai Granota es queda assegut fora de la casa. L'Alícia vol primer trucar a la porta per a entrar, i segon que el Lacai Granota li òbriga. Tanmateix, el Lacai Granota no té intencions d'obrir la porta, ni de conversar amb Alícia, per la qual cosa la nena xiqueta, l'Alícia, simplement obre la porta ella mateixa i entra a la casa.
Dins la casa hi havia la Duquessa, sostenint un bebè, i al costat la seua cuinera, que preparava una sopa que, si s'havia de jutjar per l'ambient, tenia massa pebre. També hi havia a terra un gat somrient, el qual va presentar la Duquessa com un gat de Cheshire. La Duquessa lliura el bebè a l'Alícia perquè l'acaroni una mica i aprofita per a desaparèixer argüint que ha d'assistir al joc de croquet de la Reina de Cors. Quan l'Alícia intenta engronsar el bebè, que es belluga incansablement, aquest comença a transformar-se en un porc. L'Alícia fuig de la casa i posa el porc en llibertat. L'Alícia continua el seu camí pel bosc, on retroba el Gat de Cheshire, qui la convida a visitar el Barreter o a la Llebre de Març. L'Alícia decideix anar a casa d'aquesta última.

### Capítol VII: Un berenar de bojos
Quan l'Alícia arriba a la casa de la Llebre, observa que aquesta, el Barretaire i un Liró es troben prenent el te davant de casa seva. L'Alícia s'uneix als comensals i comença a conversar amb ells. En el decurs de la conversa, l'Alícia diu que la data és 4 de maig (coincideix amb la data de naixement de Alice Liddell). Els personatges fan una sèrie d'endevinalles i confonen l'Alícia amb la seva manca aparent de lògica, fins que la nena abandona el lloc, convençuda d'haver assistit al "te més insofrible" que havia vist en la seva vida. Tot seguit, l'Alícia troba una petita porta en un arbre, la qual travessa per tornar a sala de portes on va estar al principi i fer-se petita de nou i per a entrar per la porta petita per entrar a jugar al jardí de croquet del Rei i de la Reina de Cors.

### Capítol VIII: El camp de croquet de la reina de cors
L'Alícia surt de la festa de te i entra al jardí de Croquet del Rei i la Reina de Cors on es troba amb tres cartes vives pintant de vermell les roses d'un roser blanc perquè la Reina de Cors odia les roses blanques. Una processó de més cartes, els reis i reines i fins al Conill Blanc entra al jardí, i l'Alícia es reuneix coneix el Rei i la Reina de Cors. La Reina de Cors, difícil de complaure, introdueix la seva frase favorita Que li tallin el cap! la qual pronuncia davant la menor insatisfacció amb un tema. Alícia és convidada (o alguns podrien dir ordenada) a jugar un partit de croquet amb la Reina de Cors i la resta dels seus súbdits, però el joc ràpidament s'enfonsa en el caos on els flamencs s'utilitzen com a malls i els eriçons com pilotes i l'Alícia, una vegada més troba el Gat de Cheshire. La Reina de Cors després que el gat sigui decapitat, però el seu botxí es queixa que és impossible, doncs el cap és tot el que es pot veure del gat. Com que el gat pertany a la duquessa, la Reina de Cors envia la Duquessa de la presó per resoldre l'assumpte.

### Capítol IX: La Falsa Tortuga
La duquessa arriba al partit de croquet a petició d'Alícia. Ella reflexiona buscant la moral en tot al seu voltant. La Reina de Cors l'acomiada amenaçant-la amb l'execució i presenta a l'Alícia al Grifó, que la porta a la Falsa Tortuga. La Falsa Tortuga és molt trista, tot i que no té dolor, i tracta d'explicar la seva història sobre com solia ser una tortuga real a l'escola, que el Grifó interromp perquè puguin jugar un joc.

### Capítol X: La colla de la llagosta
La Falsa Tortuga i el Grifó dansen per la llagosta, mentre que l'Alícia recita un poema. La Falsa Tortuga canta una cançó durant la qual el grifó s'endú Alícia per assistir a un judici imminent.

### Capítol XI: Qui va robar els pastissos?
L'Alícia assisteix a un judici en el qual la Sota de Cors està acusada de robar pastissos de la Reina de Cors. El jurat està compost per diversos animals, incloent-hi Bill el Llangardaix, el Conill Blanc és trompetista de la cort, i el jutge és el Rei de Cors. Durant el procediment, l'Alícia descobreix que és cada vegada més gran. El liró renya a l'Alícia i li diu que ella no té dret a créixer a un ritme tan ràpid i ocupar tot l'aire. L'Alícia se'n burla i li diu al liró que l'acusació és ridícula perquè tothom creix i no pot evitar-ho. Mentrestant, els testimonis en el judici són el Barreter, que desagrada i frustra el Rei de Cors amb les seves respostes l'interrogatori indirecte, i el cuiner de la duquessa.

### Capítol XII:La declaració d'Alícia
L'Alícia és llavors cridada com a testimoni. Ella empeny sense voler la tribuna del jurat amb els animals dins d'elles i les ordres de Rei de Cors dels animals es col·loquen de nou en els seus seients abans que el judici pugui continuar. El Rei i la Reina de Cors demanen a l'Alícia que marxi, citant l'article 42 ("Totes les persones de més d'una milla d'alçada han d'abandonar el judici"), però l'Alícia es nega a anar-se'n. Ella discuteix amb el Rei i la Reina de Cors sobre el ridícul procediment, i es nega a mossegar-se la llengua. La Reina de Cors crida el seu habitual Que li tallin el cap! però l'Alícia no té por, cridant-los que només són una baralla de cartes, i ells comencen a pul·lular sobre ella.
La germana de l'Alícia la desperta a la seva germana Alícia per anar a prendre el te, espolsant-li el que resulten ser unes fulles i no una pluja de cartes de la cara d'Alícia. L'Alícia abandona la seva germana per imaginar tots els esdeveniments curiosos per si mateixa.

## Temes
El tema principal de l'obra és el contrast entre el món de meravelles on entra l'Alícia en caure per un forat i el real que l'espera a fora. Conèixer com funciona el món oníric ajuda a qüestionar el funcionament del món real, que simbolitza el món adult, mentre que la terra de meravelles equival al món del conte de fades i, per tant, infantil. Ambdós, però, acaben responent a una lògica igual d'absurda. Els canvis de mida de l'Alícia es refereixen a la pubertat, on el cos canvia sense que necessàriament la maduració mental vagi al mateix ritme. La sensació de no encaixar en el món exterior, en aquest cas de manera literal, actua com a metàfora de la incomprensió de l'adolescent, que de vegades vol ser nen i de vegades adult en un entorn progressivament menys comprensible. Significativament per arribar al món oníric s'ha de caure per un llarg forat, que és la caiguda en el son profund que permet el somni i l'aflorament del subconscient.
L'Alícia persegueix el conill blanc que sempre se li escapa i que actua com a entrada al món de meravelles. Sempre està corrent perquè arriba tard sense especificar a on i fa que la nena també corri al seu darrere i així conegui els altres habitants del món de fantasia. Ella vol entendre com és que un conill pot parlar (primer qüestionament del món on aterra) i què li succeeix però mai no l'atrapa. La crítica ha vist en aquest personatge un símbol del coneixement adult, que sempre va per endavant i més de pressa que no pas els nens i que pot resultar decebedor al final, ja que més endavant es revelarà com un simple lacai de la Reina de Cors i amb una personalitat nerviosa i feble, en contrast amb l'Alícia, la nena protagonista de la història.
La moral victoriana és un marc del qual l'Alícia intenta escapar però que després usa de guia per trobar el sentit al nou món. Així, critica els llibres de sa germana, sense dibuixos ni diversió aparent, però reconvé els animals que obliden les seves maneres i recorda les lliçons escolars quan se sent perduda. Els seus actes tenen conseqüències, com quan plora i després es veu nedant en les seves pròpies llàgrimes, o quan la seva actuació pot decidir sobre la vida o el cap dels personatges jutjats per la Reina de Cors. Encara que no es tracti d'un llibre didàctic, la protagonista aprèn a adquirir responsabilitat i a valorar el lloc que li pertoca en la societat. La moral se li recorda a través de la pròpia consciència, amb la qual dialoga en diverses ocasions. Hom hi ha vist una lectura freudiana, on el diàleg entre el superjo victorià i l'allò infantil, emocional i instintiu, van configurant l'avenç d'Alícia pel territori desconegut.
Les maneres no eviten que ofengui en diverses ocasions els animals que es troba, sense que sigui la seva intenció, bé perquè esmenta temes inadequats (gats parlant a ratolins, la mida a l'eruga) o perquè les paraules són interpretades d'una forma inesperada pels interlocutors. El poder del llenguatge i el joc entre el sentit literal (denotació) i el metafòric esdevé un dels temes principals i la inhabilitat d'Alícia per controlar-lo fa que no es pugui comunicar amb els éssers que podrien ajudar-la a orientar-se en el nou món.
A part dels costums i l'ètica, el món victorià apareix reflectit en abordar el tema de les classes socials. En el món de meravelles hi ha una inversió absoluta on els objectes (cartes, com la Reina de Cors) manen sobre els animals i aquests donen ordres als humans, com recalca l'Alícia però acaba acceptant perquè tots els altres són adults i els adults sempre estan per sobre dels nens per a ella. Només quan ja no pot més a la partida de croquet vol usar el seu poder de ser una noia humana i de classe elevada per intentar imposar-se al fals poder reial que pot fer tallar el cap dels altres de mode arbitrari. Al judici posterior l'Alícia es revolta directament contra aquestes criatures i això la porta a despertar-se del somni; no pot continuar en un món oníric si no accepta el seu caos inherent.
Un altre tema rellevant és la solitud. Alícia se sent separada de la seva germana mentre llegeix però encara ho està més al món oníric, on no pot comprendre com funcionen les coses i on tots els seus intents per comportar-se com cal acaben frustrats. Les relacions amb els diferents personatges són sempre superficials i tenses, no pot tenir amics ni mentors i és ella qui sembla estranya o diferent (de nou una al·lusió a l'adolescència) entre els altres, que mai no veuen l'absurd de la seva conducta. Ella intenta adaptar-se al que es troba seguint normes il·lògiques o intentant que els altres raonin a la seva manera, però les dues vies acaben deixant-la sola i errant de nou.

## Estil
L'estil d'Alícia es basa en els jocs de paraules i en la barreja de gèneres, de manera que enmig de la narració apareixen cançons i petits poemes infantils o discussions sobre els mateixos conceptes, essent el llenguatge i la seva manera de representar (o no) la realitat un tema cabdal de l'obra i, per tant, més que un tret estilístic. El punt de vista barreja la innocència de la suposada protagonista amb la visió adulta de l'autor, de forma que el llibre admet sempre una pluralitat de significacions. La narració, però, adopta una tercera persona convencional i segueix l'estructura del somni, on el viatge de la nena actua com a eix per inserir diversos episodis més o menys autònoms. Igual que en un somni, hi ha salts de temes i de discurs, seguint les associacions mentals lliures. Això no vol dir que no hi hagi un progrés, ja que diversos personatges parlen de la partida de croquet on acabarà la nena i que constitueix el clímax del llibre.
Les paròdies són un dels trets més remarcables de l'estil de Lewis Carroll i l'humor amara tota l'obra, no sols en la caracterització dels personatges sinó en els acudits i jocs verbals constants en els diàlegs, en el contrasentit de les situacions que viuen els habitants del món meravellós i en el fet que malgrat les evidències, l'Alícia tracti de trobar una regla de funcionament. Les al·lusions directes a episodis de l'època (la carrera en cercles es refereix als debats polítics) o a la tradició literària accentuen la comicitat de les escenes principals.

## Edicions i traduccions

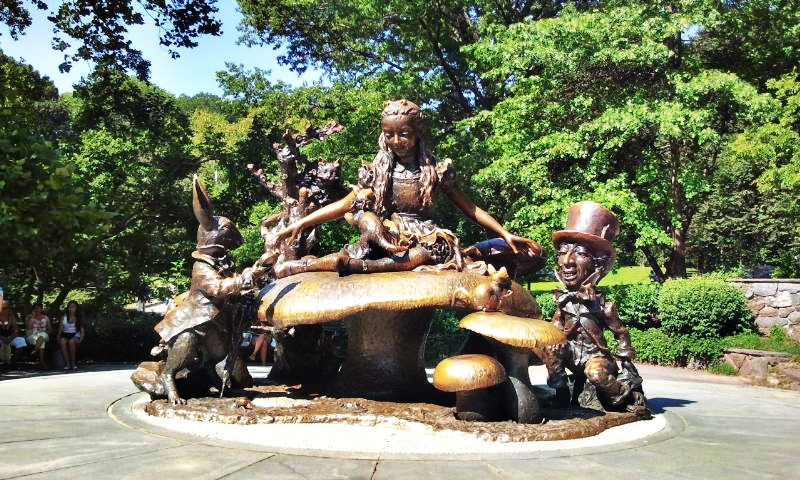
El popular grup escultòric inspirat en Alícia en terra de meravelles, obra de Josep de Creeft, al Central Park de Nova York (1959)

Només es conserven 23 còpies de la primera edició del 1865, de les quals 17 pertanyen a diferents biblioteques i la resta està en mans privades. El llibre té una segona part, menys coneguda, anomenada A través de l'espill (Through the Looking-Glass, and What Alice Found There, del 1871). Diverses adaptacions cinematogràfiques combinen elements d'ambdós llibres.
L'obra ha estat traduïda a nombrosos idiomes, incloent-hi l'esperanto. El 1998, un exemplar de la primera edició del llibre va ser venut en subhasta per la suma d'1,5 milions de dòlars, convertint-se així en el llibre per a infants més car fins aquell moment. La traducció catalana va ser del poeta Josep Carner l'any 1927, qui va donar-li el títol 'Alícia en Terra de Meravelles'; actualment es publica per Editorial Juventud amb il·lustracions de Lola Anglada.

### Edicions en català
- Carroll, Lewis. Alícia en terra de meravelles. Primera traducció al català, per Josep Carner. Il·lustracions de Lola Anglada (Barcelona: Mentora, 1927; Barcelona: Editorial Joventut, 1971)
- Carroll, Lewis. Alícia al país de les meravelles. Traducció de Salvador Oliva Llinàs, il·lustracions originals de John Tenniel (Barcelona: Empúries, 1996; Edicions 62, labutxaca, 2009, 2010)
- Carroll, Lewis. Les aventures d'Alícia, inclou: Les aventures d'Alícia en terra de meravelles, i A través del mirall i allò que Alícia va trobar a l'altra banda, traducció de Víctor Compta, il·lustracions originals de John Tenniel (Barcelona: Barcanova, 1990)